# (116) Sirona
(116) Sirona est un astéroïde de la ceinture principale découvert par Christian Peters le 8 septembre 1871. Il fut nommé après Sirona, déesse celtique.

## Compléments